# Monarh
Monarh je suveren vladar države. Navadno to mesto deduje, ali pa je zanj izbran po uveljavljenem postopku.

## Nazivi
Monarhi nosijo v različnih državah različne nazive: kralj ali kraljica (npr. Elizabeta II. Britanska; princ ali princesa (npr. Albert II. Monaški; cesar ali cesarica (npr. japonski cesar Hirohito); vojvoda, veliki vojvoda ali nadvojvoda (npr. luksemburški veliki vojvoda Henri), veliki kan (npr. Džingiskan), itd.

## Nasledstvo
Monarha je v zgodovini najpogosteje nasledil najstarejši sin (primogenitura), obstaja pa več možnosti nasledstva. Na Švedskem od leta 1980 monarha nasledi najstarejši otrok, naj je to sin ali hči. V Jordaniji monarh sam izbere svojega naslednika, ki ni nujno njegov najstarejši sin.